# イトウゴフク
株式会社イトウゴフクは、岡山県岡山市に本社を置くアパレルショップチェーン店である。
社名から、着物などの呉服店と混同されるが、着物や和装は扱っておらず、総合衣装小売業（アパレルショップ）を営んでおり、互いに服を分かち合い、より多くの五つの福をもたらし、共有することを目指してあえて、カタカナで「イトウゴフク」としたとされている。

## 概要
- 取扱品目：婦人服、紳士服、子供服、肌着、ソックス、生活関連衣料[2]
- 店舗：西日本8府県55店舗[3]
中四国地方
  - 岡山県19店舗
  - 広島県7店舗
  - 愛媛県3店舗
  - 香川県6店舗

近畿地方
  - 大阪府5店舗
  - 兵庫県12店舗
  - 京都府1店舗
  - 奈良県2店舗